# نیکون کولپیکس ال۱۱

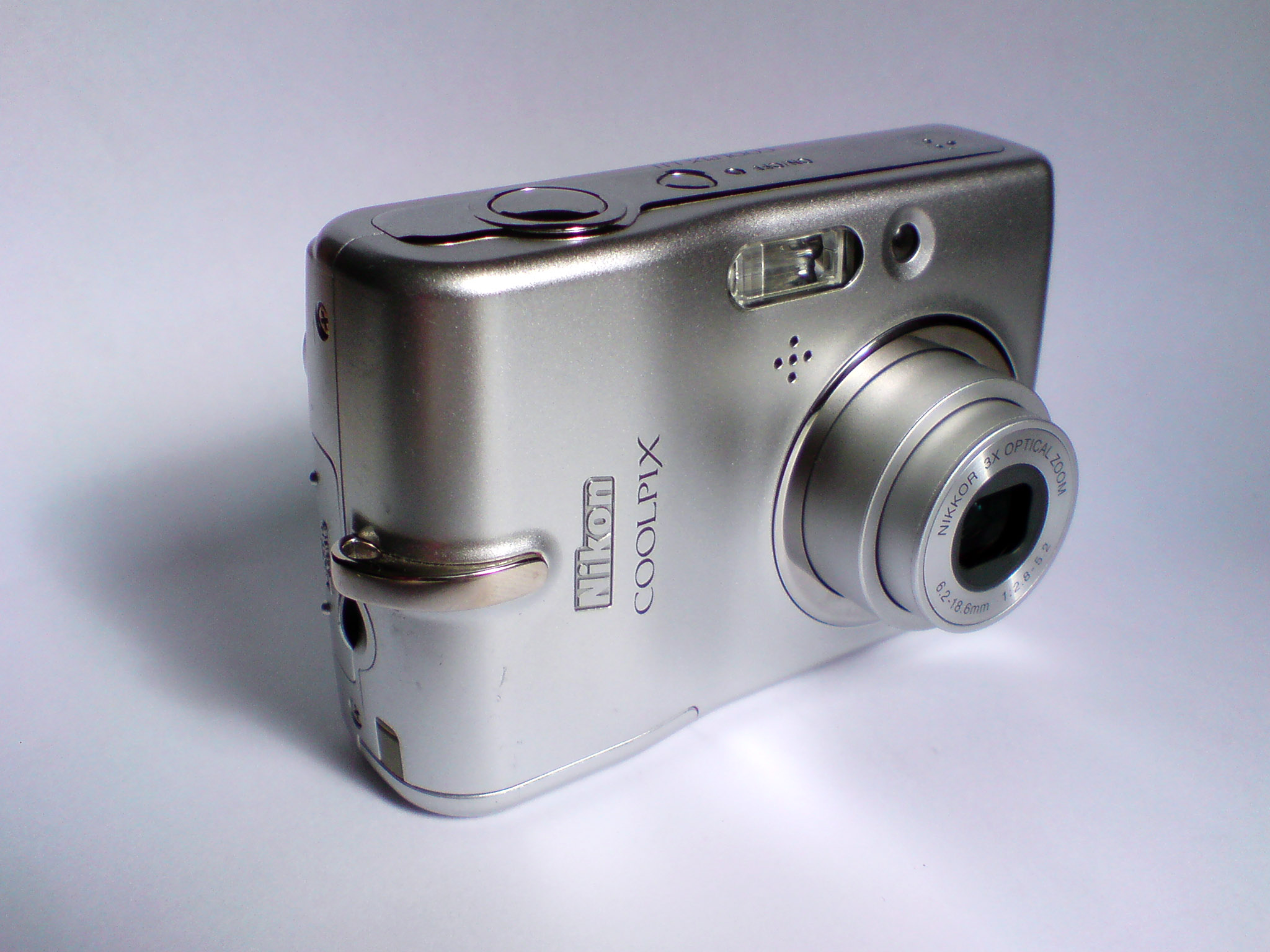
نیکون کولپیکس ال۱۱

نیکون کولپیکس ال۱۱ (به انگلیسی: Nikon Coolpix L11) یک دوربین عکاسی کامپکت ساخت شرکت نیکون است.